# Försök inte med mej ..!
Försök inte med mej ..! är en svensk komedifilm från 1946 i regi av Börje Larsson. I huvudrollerna ses Åke Söderblom och Anne-Margrethe Björlin.

## Handling
Två konsthandlare har kommit över varsin buddhafigur i en svit på tre stycken. Figurerna är endast värdefulla tillsammans. De kommer överens om att den som finner den tredje buddhastatyn får köpa de övriga två. Det blir Björn Norells uppgift att finna den tredje som en sista chans att behålla sitt jobb.

## Om filmen
Filmen hade premiär den 2 februari 1946 på biograf Astoria i Stockholm. Den har visats ett flertal gånger i SVT, bland annat 2019, 2022 och i november 2024.

## Rollista i urval
- Åke Söderblom – kandidat Björn Norell
- Anne-Margrethe Björlin – Ulla Kronberg
- Hugo Björne – direktör Edvard J. Kronberg, Ullas far
- Hilda Borgström – änkefru Jenner
- John Ekman – direktör Brandt
- Hjördis Petterson – telefonisten
- Harry Ahlin – grosshandlare Forslund
- Willy Peters – Fritiof Flodén, forskare
- Sven Lindberg – Lennart Johansson, assistent
- Arthur Fischer – borgmästare Rundgren
- Lillebil Kjellén – fröken Kulle, Kronbergs sekreterare

### Ej krediterade
- Börje Mellvig – Bille, mejerikonsulent
- Carl-Gunnar Wingård – major Boman, gäst på 50-årsuppvaktningen
- Nina Scenna – Hulda, Forslunds fru
- Arne Lindblad – Starck, fotograf
- Saga Sjöberg – expediten i fotoaffären
- Gösta Bodin – korvgubben
- Olle Hilding – kyrkoherden
- Sif Ruud – Forslunds hembiträde
- Ruth Weijden – fru Börjesson, Björns hyresvärdinna
- Svea Holst – Edit, hembiträde hos fru Jenner
- Birger Sahlberg – stadsbudet med spegeln
- Yngwe Nyquist – Kronbergs kontorschef
- Harald Svensson – portiern i Mariefred
- Bertil Ehrenmark – ena boven på tåget
- Rune Stylander – andra boven på tåget
- Carl Ericson – första konduktören
- Siegfried Fischer – andra konduktören
- Ernst Brunman – kaptenen på båten
- Ingemar Holde – mannen på bensinmacken
- Gideon Wahlberg – bonden som ger Björn och Ulla husrum
- Solveig Hedengran – fröken Boman, major Bomans dotter
- Hans Schröder – Fritiof, springpojke hos Kronberg
- Curt Löwgren – gubben i Skrubbelunda

## Musik i filmen i urval
- "Hurra va' ja' ä' bra", kompositör Jules Sylvain, textförfattare Karl Gerhard
- "Nu ska' vi vara snälla", kompositör Jules Sylvain, textförfattare Karl Gerhard
- "Försök inte med mej, fröken lilla", kompositör Kocko Lagerkrans, textförfattare Åke Söderblom, sångare Åke Söderblom